# Mese mariano
Mese mariano è un'opera in un atto di Umberto Giordano. Per il libretto Salvatore Di Giacomo realizzò un adattamento del proprio dramma 'O Mese Mariano, che a sua volta era derivato dalla novella Senza vederlo. La prima rappresentazione ebbe luogo al Teatro Massimo di Palermo il 17 marzo 1910. L'opera è descritta come bozzetto lirico e la sua durata è di soli 35 minuti. Racconta la storia di una donna che visita un orfanotrofio per vedere il proprio figlio. Oppressa dal senso di colpa per averlo abbandonato, ella non è a conoscenza che il bambino è morto la sera prima.

## Storia della composizione

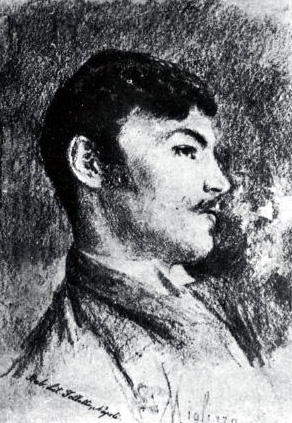
Il librettista, Salvatore Di Giacomo

Il dramma su cui l'opera è basata era all'epoca immensamente popolare. Scritto in napoletano, fu rappresentato per la prima volta al Teatro San Ferdinando di Napoli il 20 gennaio 1900. Giordano, che aveva assistito a Milano a una rappresentazione del dramma, ne fu profondamente toccato e chiese a Di Giacomo di adattarlo per un'opera. Di Giacomo accettò e furono concordati alcuni cambiamenti rispetto al lavoro originale. L'ambientazione della scena di apertura, che consentì a Giordano di includere un coro di bambini, venne mutata nel soleggiato cortile dell'orfanotrofio, con vista in distanza del paesaggio napoletano. I personaggi delle suore divennero inoltre più importanti, cosicché l'opera è fortemente caratterizzata dalle voci femminili. Da questo punto di vista il lavoro di Giordano prefigura così Suor Angelica di Puccini, che fu composto circa sette anni dopo.

## Storia delle rappresentazioni
Mese Mariano fu rappresentato per la prima volta al Teatro Massimo di Palermo il 17 marzo 1910 sotto la direzione di Leopoldo Mugnone con Livia Berlendi nel ruolo di Carmela. L'accoglienza fu calorosa sia a Palermo che a Roma dove l'opera fu rappresentata un mese più tardi al Teatro Costanzi. In quell'occasione il direttore era Pietro Mascagni e lo spettacolo includeva anche Cavalleria rusticana dello stesso Mascagni. Emma Carelli cantò nel ruolo di Carmela. 
Quando l'opera venne rappresentata per la prima volta a Napoli (10 aprile 1911, al Teatro San Carlo), però, non fu un successo di critica, e Giordano e Di Giacomo nel 1913 rividero il lavoro. Sebbene Mascagni considerasse Mese mariano una delle migliori opere di Giordano, quest'opera non raggiunse mai il successo del dramma di Di Giacomo o di altre (più lunghe) opere di Giordano, come Andrea Chénier e Fedora.
Anche in Italia, gli spettacoli successivi alle rappresentazioni del 1910 e 1911 sono stati sporadici. Mese Mariano giunse a Torino nel 1937 al Teatro Carignano (messo in scena con Hänsel e Gretel  di Humperdinck), e a Venezia nel 1949 alla Fenice (con Le jongleur de Notre-Dame di Massenet). Negli Stati Uniti non fu rappresentato fino al 1955, quando fu presentato alla Carnegie Hall di New York. Nel XX secolo ci sono state poche altre rappresentazioni, tra cui quelle del 1992 al Teatro del Giglio di Lucca e al Teatro Pergolesi di Jesi e del 1998 al Festival della Valle d'Itria, dove fu abbinata ad un'altra opera di Giordano ormai dimenticata, Il re. Oltre a Livia Berlendi ed Emma Carelli, tra i soprani che hanno interpretato Carmela si segnalano Clara Petrella, Magda Olivero e Patrizia Ciofi.

## Cast della première
| Personaggio     | Cast, 17 marzo 1910 (Direttore: Leopoldo Mugnone) |
| --------------- | ------------------------------------------------- |
| Carmela         | Livia Berlendi                                    |
| Madre Superiora | Maria De Loris                                    |
| Suor Pazienza   | Rosa Garavaglia                                   |
| La Contessa     | Vittoria D'Ornelli                                |
| Suor Cristina   | Maria Llacer                                      |
| Don Fabiano     | Gennaro Curci                                     |
| Pietro          | Arturo Romboli                                    |

## Trama
Epoca: XIX secolo
Ambientazione: un orfanotrofio di Napoli
È Pasqua, e i bambini giocano e cantano mentre aspettano l'arrivo della Contessa, uno dei benefattori dell'orfanotrofio. Quando arriva, le cantano una serenata mentre lei distribuisce doni. Uno dei bambini, Valentina, legge poi un sonetto scritto da Don Fabiano in onore della Contessa. Quando la Contessa è partita e i bambini sono stati condotti nelle loro stanze, Carmela entra nel cortile portando un dolce pasquale appena sfornato per il suo bambino e domanda a Suor Pazienza se può vedere quest'ultimo. Carmela riconosce nella suora una sua amica d'infanzia. Sopraffatta dal senso di colpa, racconta a Suor Pazienza e alla Madre Superiora di come sia stata sedotta e abbandonata quando era una giovane ragazza, restando sola con un figlio da crescere. Più tardi si è sposata con un operaio, che ha rifiutato di tenere con sé il figlio di un altro uomo e l'ha costretta a lasciare il bambino in orfanotrofio. Carmela va quindi nella cappella a pregare. Mentre lei è fuori giungono alcune suore e dicono alla Madre Superiora che il figlio di Carmela è morto nella notte. La Madre Superiora decide di non dire nulla a Carmela, e le spiega invece che il bambino non la può vedere perché è nel coro, impegnato nelle esercitazioni per le celebrazioni del Mese mariano. Carmela lascia l'orfanotrofio in lacrime.

## Discografia
| Anno | Cast: Carmela, Contessa, Madre Superiora, Suor Pazienza, Suor Cristina, Suor Agnese, Suor Celeste, Suor Maria, Don Fabiano                                                   | Direttore, Orchestra e Coro | Etichetta                                                              |
| ---- | --- | --- | ---------------------------------------------------------------------- |
| 1952 | Vittoria Calma, Renata Villani, Vittoria Palombini, Margherita Elias Casals, Ada Bignozzi (S. Cristina e S. Agnese), Lina Cavalieri (S. Celeste e S. Maria), Teodoro Rovetta | Gianfranco Rivoli Orchestra e Coro del Teatro alla Scala | LP: - Colosseum CLPS 1023 CD: - Premiere Opera Ltd. CDNO 1705-1 (2005) |
| 1988 | Patrizia Ciofi, Rossella Ressa, Maria Miccoli, Monica Sesto, Raffaella Liccardi, Giuliana Carone, Rossana Potenza, Loredana Cinieri, Giacomo Rocchetti                       | Renato Palumbo Orchestra Internazionale d'Italia e Coro di voci bianchi della Scuola Elementare «Marconi» di Martima Franca (Registrato dal vivo al Festival della Valle d'Itria di Martina Franca) | CD: - Dynamic CDS 231/1-2 (con Il re) (1999)                           |